# چری جگوار لندرور
چری جگوار لندرور (انگلیسی: Chery Jaguar Land Rover) شرکت خودروسازی چینی است، که در سال ۲۰۱۲ تأسیس شد.